# غيرسون أنطونيو بورتا
غيرسون أنطونيو بورتا (24 أبريل 1972 في البرازيل – )؛ هو لاعب كرة قدم سابق كان يلعب كمهاجم.